# Велика Пирешиця
Велика Пирешиця (словен. Velika Pirešica) — поселення в общині Жалець, Савинський регіон, Словенія. 
Висота над рівнем моря: 276,8 м.